# روبرت جي. إل. وايت
روبرت جي. إل. وايت (بالإنجليزية: Robert G. L. Waite)‏ هو مؤرخ أمريكي وكندي، ولد في 18 فبراير 1919 في Cartwright, Manitoba ‏ في كندا، وتوفي في 4 أكتوبر 1999 في غلاستونبوري في الولايات المتحدة.